# 迪利陨击坑
迪利陨击坑(Dilly)是火星埃律西昂区的一座小撞击坑，中心坐标位于北纬13.24度、西经202.9度处，直径仅1.3公里，其名称取自马里小镇迪利，2006年，该名称被国际天文联合会正式批准接受。
撞击坑通常有一圈周围分布着喷射物的边缘，相比之下，火山口一般则没有边缘或喷射沉积物。越大的陨坑（直径大于10公里）常会有一座中心峰，这种中央峰是因撞击后坑底反弹所形成。  

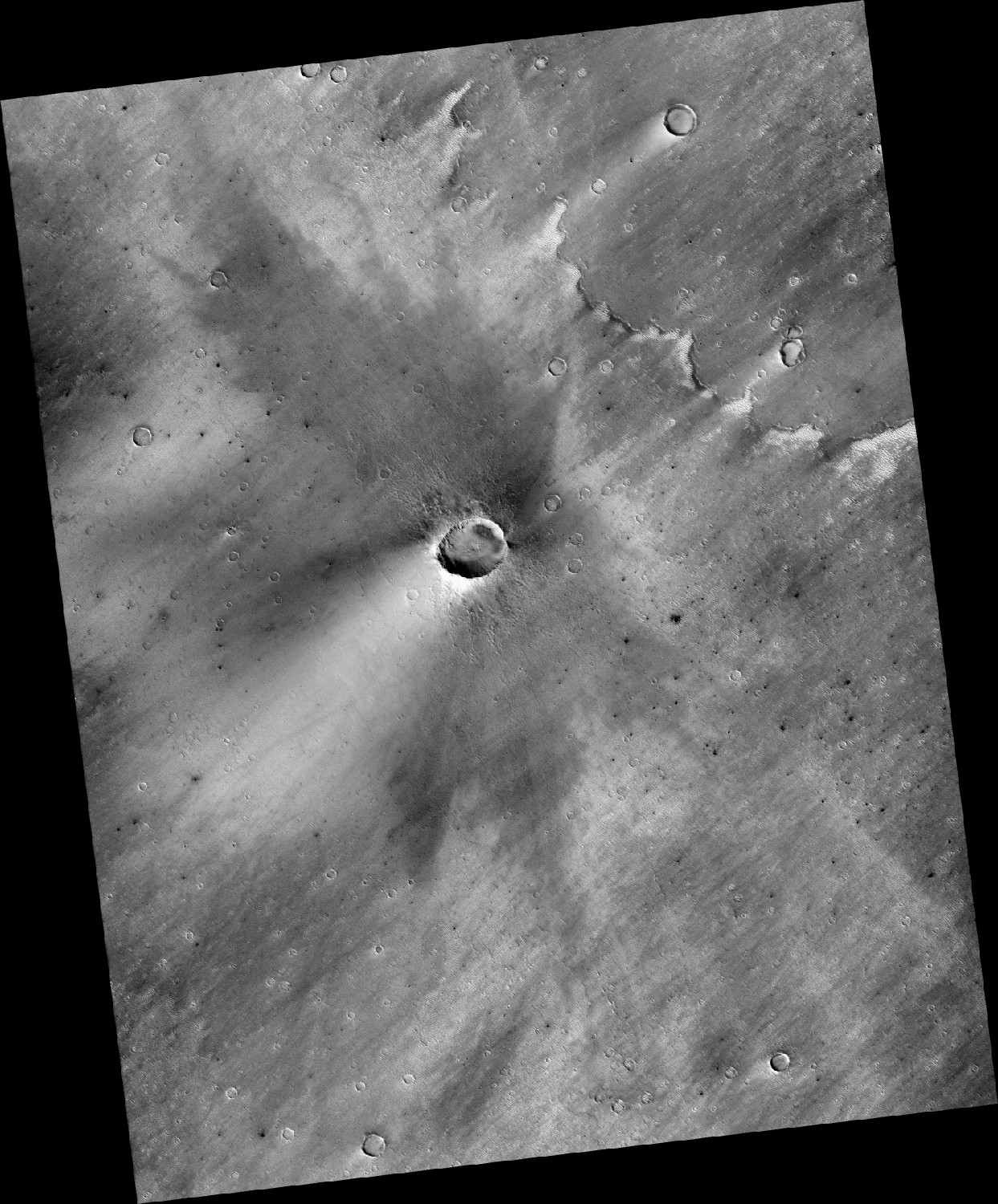
火星勘测轨道飞行器背景相机拍摄的迪利陨击坑。
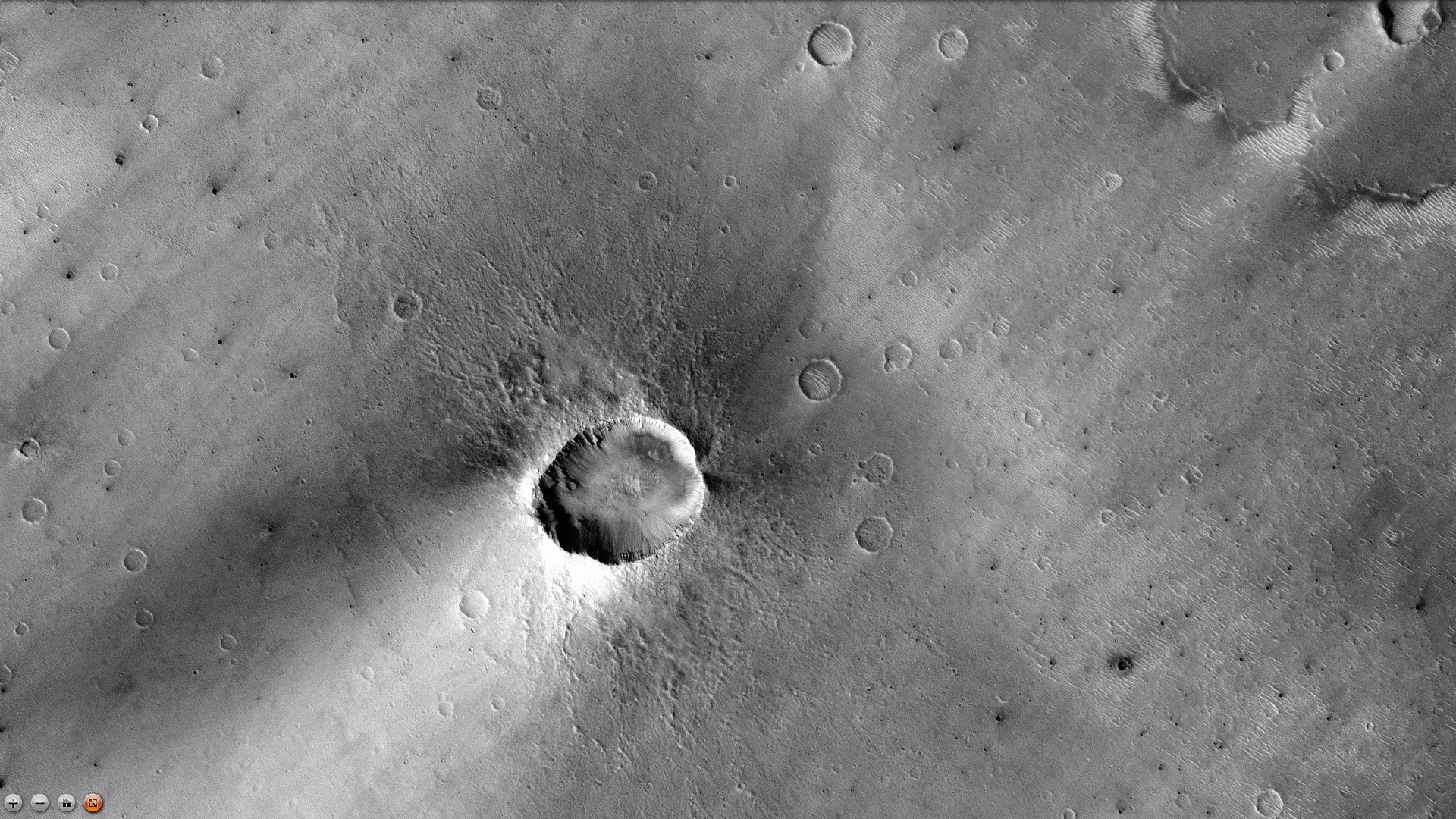
前一幅照片的放大版。

## 另请查看
- 撞击坑
- 撞击事件
- 火星撞击坑
- 火星矿石资源
- 行星体系命名法